# Movimento dos Capitães
Das Movimento dos Capitães, portugiesisch für Bewegung der Hauptleute, bildete sich im August 1973 in den portugiesischen Streitkräften als Vorläufer des Movimento das Forças Armadas (MFA).
Die Protagonisten waren zunächst einfache und mittlere Portepee-Träger innerhalb des Offizierskorps und ihre ersten Forderungen hatten nur korporativen Charakter. In kurzer Zeit definierte sich die Bewegung deutlich und war entscheidend mitverantwortlich für den endgültigen Sturz des Regimes des Estado Novo unter Salazars Nachfolger Marcelo Caetano durch die Nelkenrevolution vom 25. April 1974.
Im allgemeinen Sprachgebrauch werden in Portugal die Bezeichnungen Capitães de Abril ("Hauptmänner des April"), Movimento dos Capitães und Movimento das Forças Armadas (MFA) oft synonym verwendet. So hieß der Film Nelken für die Freiheit, der die Nelkenrevolution anschaulich darstellt, im portugiesischen Originaltitel Capitães de Abril. 